# Cyclophora signata
Cyclophora signata là một loài bướm đêm trong họ Geometridae.